# Сумара, Стефан
Стефан Тадеуш Сумара (пол. Stefan Tadeusz Sumara; 13 декабря 1914, Лопатин — 28 августа 1951, Мокре) — польский и советский футболист, левый полузащитник.

## Биография
Стефан Сумара родился 13 декабря 1914 года в австро-венгерском посёлке Лопатин (сейчас во Львовской области Украины).
С 1930 года занимался футболом в львовской «Погони».
Играл на позиции левого полузащитника. В 1932—1939 годах выступал в чемпионате Польши за львовскую «Погонь». После того как Львов перешёл к СССР, выступал за местные команды: «Динамо» (1940, 1944) и «Гарбарню» (1942—1944), во время немецкой оккупации выступавшую в чемпионате дистрикта Галиция.
В дальнейшем вновь играл в Польше, защищая цвета «Полонии» из Бытома (1945—1947) и краковской «Краковии» (1945).
25 сентября 1938 года провёл в Риге единственный в карьере матч за сборную Польши, сыграв 90 минут в товарищеском поединке с Латвией (1:2).
Умер 28 августа 1951 года в польском селе Мокре в Жешувском воеводстве (сейчас в Подкарпатском воеводстве).